# NGC 73
Az NGC 73 egy spirálgalaxis a Cetus (Cet) csillagképben.

## Felfedezése
Az NGC 73 galaxist Lewis A. Swift fedezte fel 1886. október 21-én.

## Tudományos adatok
A galaxis 7762 km/s sebességgel távolodik tőlünk.